# 横山広子
横山 広子（よこやま ひろこ、1963年11月12日 - ）は、栃木放送の元アナウンサーである。

## 来歴・人物
宮城県塩竈市出身。東北学院大学文学部英文学科卒業後、1986年4月に栃木放送入社。入社1年目から『CRTヤングステーション〜有頂天アワー〜』（1986年当時、水曜20:00 - 21:00）、『CRTミュージックステーション〜ラジカル・ロック・パーティー〜』（同、水曜19:00 - 19:30）、『我ら音楽仲間』（同、日曜17:05 - 17:32）、『でっかくいこうパートナー』（同、平日13:00 - 16:00、木・金のみあらいきよしのアシスタント）の4本の番組にレギュラー出演。
大学生時代は「国鉄ローカル線研究会」というサークルに所属していた。

## 出演していた番組
- CRTヤングステーション〜有頂天アワー〜[1]
- CRTミュージックステーション〜ラジカル・ロック・パーティー〜[1]
- 我ら音楽仲間[1]
- でっかくいこうパートナー[1]
- CRTイヴニングタイムズ（放送終了）
- CRTプライムタイムズ
- 歌のない歌謡曲
- POP FREAK
- WEEKEND BREEZE（放送終了／アシスタント出演）
- 土曜ちゃっかり亭（アシスタント出演）
- 今日もごきげん!こんにちワイド（水・木曜日 10:00～14:00）（放送終了）
- シャラリラ歌謡曲（金曜日 13:00～15:00）（放送終了）
- Tea for 2（放送終了）
- 夢のベンチで（放送終了）
- おまかせワイド（放送終了）